# Rané brambory

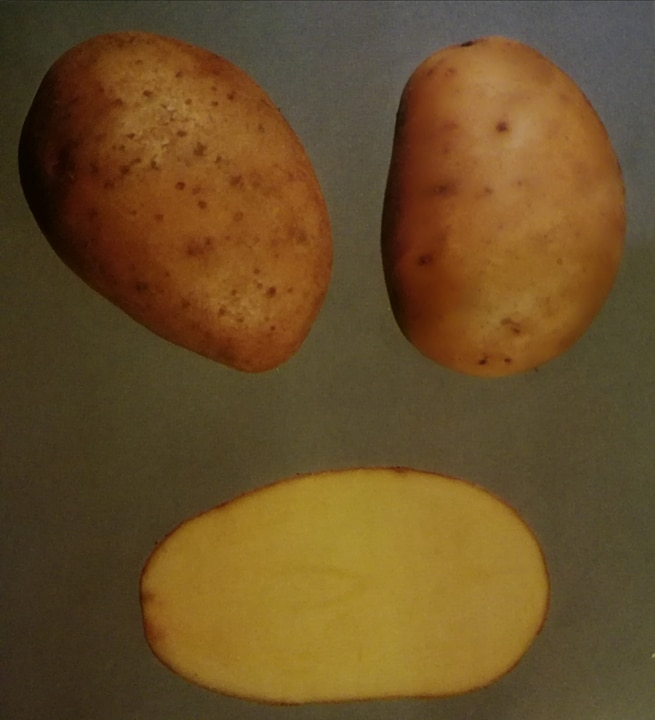
Odrůda Adéla

Rané brambory (konzumní rané brambory) jsou brambory charakterizované nedozrálou loupající se tenkou slupkou a určené k rychlé spotřebě. Jsou zdravější[zdroj⁠?!], obsahují méně škrobu, více bílkovin a vody, než brambory pozdní. Brambory se konzumují v letním období. Pěstování se teplotně koncentruje především do nížinných poloh. Konzumní brambory rané zahrnují rané a velmi rané odrůdy, které dávají možnost rychlému růstu hlíz.

## Produkce raných brambor v České republice
Produkce raných brambor v České republice je soustředěna do dvou hlavních produkčních oblastí s průměrnou roční teplotou nad 8 °C a nadmořskou výškou 250–280 m. Nejproduktivnější oblastí je Polabí (Mělník, Mladá Boleslav, Litoměřice, Kolín, Nymburk, Praha). Druhou nejproduktivnější oblastí je jižní Morava (Hodonín, Břeclav, Znojmo). Závlaha je používána při ploše asi 2 000 hektarů. Ze zavlažovaných ploch probíhá sklizeň hlíz na začátku června, koncem května při použití netkané textilie. Výnosy jsou hlavně ovlivňovány počasím, dále kvalitou sadby a postupem sklizně brambor.

## Sázení
Pro velmi rané sklizně brambor je nutné sázet v termínu od 20. do 31. března. Pozdější termín sázení nemůže konkurovat velmi raným sklizním. Existuje názor[zdroj⁠?!], že sadbě je lépe na lísce v nakličovně než ve studené zemi. Podle zkušeností ÚKZÚZ (v písčitých půdách) ale brzy zasázená hlíza koření a v pozdějších stadiích má velký náskok v růstu.

### Příprava sadby
Příprava sadby raných konzumních brambor, tvoří základ pro dosažení časné produkce kvalitních hlíz konzumní velikosti. Sadba se rozlišuje na mechanickou, biologickou a chemickou.

#### Mechanická příprava
Mechanická příprava se zabývá odstraněním podrozměrných nebo vadných hlíz. Hlízy by měly být odrůdově jednotné, zdravé a optimální hmotnosti 40–70 g.

#### Biologická příprava
Biologická příprava sadby velmi zkracuje období mezi sázením porostu a jeho vzcházením. K osvědčeným způsobům biologické přípravy sadby patří narašování (slabé naklíčení růstu rostlin), předkličování (naklíčení sadby pokračuje i v době mrazu) a zakořeňování. Předkličování umožňuje rychlé vzcházení a sklizeň až o 14 dní. Správně předklíčená sadba má mít elastické klíčky dlouhé 15–25 mm. Klíčky jsou odrůdově zbarvené, mají základy kořínků.

#### Chemická příprava
Chemická příprava sadby znamená chemické ošetření náchylných odrůd postřikovými přípravky proti kořenomorce bramborové, která nápadně snižuje výnosy a zvyšuje nález nazelenalých hlíz.

## Sklizeň
Sklizeň raných brambor probíhá v době, kdy hlízy pod trsem dosáhnou konzumní velikosti a to nejméně 28 mm. Výnos hlíz dosáhne takové úrovně, která zajistí potřebnou rentabilitu. První termín sklizně začíná na počátku června, kdy se nejdříve začíná sklízet při výnosu 7–8 tun, nejčastěji však připadá 10 tun na sklizeň brambor z jednoho hektaru. Důležitým faktorem v době sklizně brambor je kvalita hlíz, které mají být po uvaření chutné a ne příliš vodnaté. Sklizeň probíhá dvěma způsoby. Ručním sběrem za vyorávačem a přímou sklizní kombinovaným sklízečem.

### Ruční sklizeň
V prvních termínech sklizní se obvykle používá na malých plochách a na špatně prosévatelných půdách. Sklizeň probíhá ručně za prosévacím vyoravačem.

### Přímá sklizeň
V dnešní době je tento způsob sklizně raných brambor nejpoužívanější u většiny velkopěstitelů i menších pěstitelů na dobře prosévatelných půdách. Pro tento typ sklizně se používají jednořádkové nebo dnes stále více i dvouřádkové sklízecí stroje. Sklízecí stroje mají pytlovací zařízení nebo zásobník, sklízet se může souběžně do jedoucího vozu nebo do ohradových palet. Před sklizní dvouřádkovým strojem je nutné rozbít nať strojem, který drtí nať tzv. rozbíječem.

### Technologická linka
Umožňuje příjem, odstranění mechanických příměsí, odhlinění, vytřídění vadných hlíz, velikostní vytřídění a pytlování nejlépe na automatické váze. Pro současnou dobu je nezbytné praní a sáčkování hlíz do spotřebitelského balení. Postupná sklizeň raných brambor navazuje na posklizňovou úpravu, která je nutná realizovat v zastíněných prostorách. Podle prováděcích předpisů zákona č. 110/1997 Sb. (zákon o potravinách a tabákových výrobcích) musí být zajištěno řádné označení obalů.

## Spotřeba
Celková spotřeba raných brambor včetně dovážených činí na jednoho obyvatele ročně cca 70 kg. Spotřeba v potravinářských výrobcích činí 15 kg/obyvatele (např. lupínky, hranolky, kaše atd.). Zbytek spotřeby představují brambory ve slupce.

## Odrůdy

### Adéla[8]
- vegetační doba – raná
- hlízy – středně velké, pomalejší nárůst, vyšší odolnost proti mechanickému poškození, střední počet pod trsem
- výnos – střední
- škrobnatost – střední
- kvalita – varný typ B, vlhké, slabě moučnaté, jemná struktura vařených hlíz, chutné, netmavnou
- nať – středně rychlý počáteční růst
- choroby – plísni bramborové a virovým chorobám středně odolná

#### Morfologické znaky
- rostlina – polovzpřímená, středně vysoká
- stonek – tenká až střední tloušťka
- trs – (přechodný) malý až středně velký list, slabě zvlněné okraje
- květ – bílý, malý až středně velký, nízký až střední množství květů
- hlízy – žlutá, středně hladká až hrubá slupka, tmavě žlutá dužina, oválné s mělkými očky
- klíček – černo-fialový, vejčitý

### Andora[9]
- vegetační doba – velmi raná
- hlízy – větší, velmi rychlý nárůst, pod trsem nízký počet
- výnos – vysoký (velmi raná sklizeň)
- škrobnatost – nižší
- kvalita – varný typ B-BC, vařené hlízy středně tmavnou, jsou vlhčí
- nať – velmi rychlý počáteční růst
- choroby – náchylná plísni bramborové, strupovitosti středně odolná, středně náchylná rakovině brambor prototypu 1

#### Morfologické znaky
- rostlina – polovzpřímená středně vysoká rostlina
- stonek – střední
- trs – (přechodný) velký list, velký, středně široký lístek, střední zvlnění okraje listů
- květ – středně velký červenofialový květ, střední množství listů
- hlízy – žlutá, hladká až středně hrubá slupka, zbarvení dužiny – krémové, oválné, očka jsou středně hluboká
- klíček – kuželovitý

##### Konzumní odrůdy bramboru s plochou množení nad 100 ha v roce 2014[10]
| Odrůda pořadí dle plochy množení | Délka vegetační doby | Varný typ | Nedostatky v chuti | Země původu |
| Adéla                            | raná                 | B         | velmi malé         | CZ          |
| Marabel                          | raná                 | BA–B      | velmi malé         | D           |
| Impala                           | velmi raná           | B         | střední            | NL          |
| Dali                             | raná                 | BA        | velmi malé         | D           |
| Princess                         | raná                 | BA        | střední            | D           |

## Ochrana proti chorobám a škůdcům
U porostů raných brambor spočívá ochrana proti chorobám a škůdcům především proti plísni bramborové a mandelince bramborové. Podle potřeby je možné mandelinku bramborovou spojovat. Závisí na postupu signalizace ÚKZÚZ a všeobecných zásad metodiky ochrany rostlin MZe ČR, podle kterých je nutné postupovat v úzkém spojení na vývoji porostu a průběhu počasí v daném roce.

### Plíseň bramborová
Plíseň bramborová (Phytophthora infestans) může způsobit velké ztráty na výnosu a především na kvalitě hlíz u porostů, které jsou předurčeny k pozdější sklizni brambor. Podle povětrnostních podmínek a závlahovému režimu, dochází u raných brambor k prvním infekcím v poslední dekádě června a počátkem července. Pesticidy proti plísním se neošetřují porosty určené pro nejranější termín sklizně na začátku června. U jiných porostů určených pro sklizeň v červenci a srpnu postačují 1–3 postřiky. Poprvé se preventivní ošetření porostu koná tehdy, kdy jsou rostliny zapojeny v řádcích. Další ošetření se provádí na signalizaci ÚKZÚZ a stavu porostu, poté probíhá další ošetření, které také závisí na místních podmínkách průběhu počasí, infekčního tlaku plísně a závlahy. Při výběru přípravků je důležité vycházet z předepsané a ochranné lhůty od jejich aplikace do sklizně.

### Háďátko bramborové
Háďátko bramborové (Globodera rostochiensis a Globodera pallida) je v České republice řazeno mezi karanténní škůdce. Řada jeho výskytů je zjišťována v ranobramborářských oblastech. Kořeny brambor napadá drobný hlíst s velikostí do 1 mm. Při silném poškození kořeny odumírají a háďátko tak působí přímé škody na výnosech hlíz. Přes 20 let muže tento škůdce přežívat v podobě cyst, proto je nezbytně nutné před háďátkem chránit doposud nezamořené oblasti a pozemky. Zásadní prevencí je nákup kvalitní uznané sadby, pravidelné hnojení pozemků organickými hnojivy, nejlépe kompostovaným chlévským hnojem, dodržování postupů při střídání raných brambor na pozemcích, alespoň ve čtyřletých intervalech a pěstování odolných velmi raných a raných odrůd brambor.

### Mandelinka bramborová
Mandelinka bramborová (Leptinotarsa decemlineata) je schopna způsobit velké škody na později sklízených porostech raných brambor zejména při kalamitním výskytu. Při nálezu cca 5000 larev na jeden hektar je nutné ošetření insektcitidy (přípravek na hubení hmyzu) v měsíci květnu i po případně v červnu. Někdy stačí ošetřit jen ohniska výskytu nebo okraje porostu, kde se mandelinka může více vyskytovat.

### Ochrana proti mrazu
Ochrana proti mrazu je nezbytná u porostů raných brambor proto, že pozdní jarní mrazíky mohou vykonat nápadné poškození natě a značné zpoždění sklizně až o 7–15 dnů. Ochranu proti mrazům lze aplikovat cca od poloviny dubna od vzejití porostu, až do konce května. Nejspolehlivější prostředek pro ochranu porostu proti mrazu je přímá závlaha v kritickém období před očekávaným mrazem. Avšak tento způsob je problematický pro ochranu brambor na velkých plochách, tak to lze alespoň ochránit brambory pro nejranější sklizeň. Zadýmování a zakrytí porostů netkanou textilií nebo fólií poskytuje určitou ochranu proti menším mrazíkům. Velmi důležité, je poškozené porosty přihnojit, prokypřit a po případně zajistit doplňkovou závlahu po období mrazů.